# Isaac Success
Isaac Success Ajayi (ur. 7 stycznia 1996 w Beninie) – nigeryjski piłkarz występujący na pozycji napastnika. Wychowanek BJ Foundation, w trakcie swojej kariery grał także w takich zespołach, jak Granada, Watford oraz Málaga.